# Ptychadena cooperi
Ptychadena cooperi là một loài ếch trong họ Ptychadenidae. Chúng là loài đặc hữu của Ethiopia.
Các môi trường sống tự nhiên của chúng là các khu rừng vùng núi ẩm nhiệt đới hoặc cận nhiệt đới, đồng cỏ ở cao nhiệt đới hoặc cận nhiệt đới, sông, sông có nước theo mùa, đầm nước ngọt, đầm nước ngọt có nước theo mùa, vùng đồng cỏ, vườn nông thôn, các vùng đô thị, và đất nông nghiệp có lụt theo mùa. Loài này đang bị đe dọa do mất môi trường sống.